# Cymbachus formosus
Cymbachus formosus es una especie de coleóptero de la familia Endomychidae.

## Distribución geográfica
Habita en Birmania.